# Weszerle József
Weszerle József (Németpróna, 1781. március 12. – Pest, 1838. július 29.) történész, numizmatikus, főiskolai tanár, az éremtan professzora.

## Élete és munkássága
Bölcsészeti és jogi tanulmányait a pesti egyetemen végezte, ahol 1808-ban doktorált.
Később a diakovári líceumban, majd a kassai királyi akadémián és a pozsonyi akadémián történelmet tanított.
1817-től haláláig dolgozott nagyszabású numizmatikai munkáján. Fel akarta dolgozni a Schönvisner István könyvének megjelenése óta fellendült numizmatikai kutatás által napvilágot látott rengeteg új anyagot. Évek hosszú során át gyüjtötte az adatokat az érmékről, melyekről rajzokat is készített. Rézmetszetű táblákból 146-ot csináltatott, mely több mint 2000 ábrát tartalmazott. Azonban a munka befejezését és megjelenését hirtelen halála megakadályozta.
Negyven vastag füzetnyi hagyatékában a pénztudomány tárgyaitérintő jegyzetek, leírások és idézetek szerepeltek, valamint két kötetben a magyarországi éas erdélyi pénzek leírása, letisztázva, de befejezetlenül maradtak fenn, 166 nagy, negyedrét méretű réz nyomólemezzel együtt. Bár a kézirat megfelelő kiegészzítésekkel és feldolgozással kiadható lett volna, ez azonban nem történt meg.
1873-ban a Magyar Nemzeti Múzeum érem- és régiségosztálya azonban a képtáblákat – kísérőszöveg nélkül – mégis kiadta, és a kötethez Rómer Flóris előszót is írt: a 156 képtáblán 2228 érem képét közölték. A könyv 2. kiadása 38 év múltán; 1911-ben jelent meg Weszerle József hátrahagyott érmészeti táblái címen, a Magyar Numizmatikai Társulat kiadásában, kissé kibővítve 165 táblán 2571 érem képével.
A Weszerle-kézirat azonban máig kiadatlan.